# Добро јутро Србијо (коалиција)
Добро јутро Србијо (скраћеница ДЈС) је политичка коалиција у Србији. Чине је странке Доста је било, Социјалдемократска странка и група грађана „Украдене бебе”. Учествовала је на парламентарним, покрајинским и изборима за одборнике Скупштине града Београда, одржаним 17. децембра 2023.

## Чланови
| Назив | Назив                            | Вођа           | Главна иделогија      | Политичка позиција        | Народна скупштина | Скупштина АП Војводине | Скупштина града Београда |
| ----- | -------------------------------- | -------------- | --------------------- | ------------------------- | ----------------- | ---------------------- | ------------------------ |
|       | Доста је било (ДЈБ)              | Саша Радуловић | десничарски популизам | десница до крајње деснице | 0 / 250           | 0 / 120                | 0 / 110                  |
|       | Социјалдемократска странка (СДС) | Борис Тадић    | социјалдемократија    | леви центар               | 0 / 250           | 0 / 120                | 0 / 110                  |
|       | Отете бебе (ОБАП)                | Ана Пејић      | анти-трговина бебама  | анти-трговина бебама      | 0 / 250           | 0 / 120                | 0 / 110                  |

## Резултати на изборима

### Парламентарни избори
| Година | Вођа           | Вођа    | Гласови     | % од важећих | Бр.         | Мандати     | Промена     | Статус | Реф. |
| Година | Име            | Странка | Гласови     | % од важећих | Бр.         | Мандати     | Промена     | Статус | Реф. |
| ------ | -------------- | ------- | ----------- | ------------ | ----------- | ----------- | ----------- | ------ | ---- |
| 2023.  | Саша Радуловић | ДЈБ     | предстојећи | предстојећи  | предстојећи | предстојећи | предстојећи | Н/Д    |      |

### Покрајински избори
| Година | Вођа             | Вођа    | Гласови     | % од важећих | Бр.         | Мандати     | Промена     | Статус | Реф. |
| Година | Име              | Странка | Гласови     | % од важећих | Бр.         | Мандати     | Промена     | Статус | Реф. |
| ------ | ---------------- | ------- | ----------- | ------------ | ----------- | ----------- | ----------- | ------ | ---- |
| 2023.  | Александар Бујић | ДЈБ     | предстојећи | предстојећи  | предстојећи | предстојећи | предстојећи | Н/Д    |      |

### Избори за одборнике Скупштине града Београда
| Година | Вођа          | Вођа    | Гласови     | % од важећих | Бр.         | Мандати     | Промена     | Статус | Реф. |
| Година | Име           | Странка | Гласови     | % од важећих | Бр.         | Мандати     | Промена     | Статус | Реф. |
| ------ | ------------- | ------- | ----------- | ------------ | ----------- | ----------- | ----------- | ------ | ---- |
| 2023.  | Дејан Жујовић | СДС     | предстојећи | предстојећи  | предстојећи | предстојећи | предстојећи | Н/Д    |      |